# Леоново (Рамешковский район)
Леоново — деревня в Рамешковском районе Тверской области.

## География
Находится в восточной части Тверской области на расстоянии приблизительно 7 км на юг-юго-восток по прямой от районного центра поселка Рамешки.

## История
Известна с 1627—1629 годов. В 1678 году в деревне 7 крестьянских дворов, в 1709 году — 4 крестьянских двора (15 мужчин), 1 бобыльский двор (1 мужчина), 2 пустых двора. Деревня с тех времен и до 1764 году была в вотчине Троице-Сергиева монастыря. В 1859 году в казенной русской деревне Леоново 37 дворов, в 1887 — 69. В советское время работали колхозы «Пионер», «Путь к коммунизму», совхоз «Леоновский». В 2001 году в деревне 5 домов постоянных жителей и 22 дома — собственность наследников и дачников. До 2021 входила в сельское поселение Застолбье Рамешковского района до их упразднения.

## Население
Численность населения: 221 человек (1859 год), 271 (1887), 17 (1989), 14 (русские 100 %) в 2002 году, 13 в 2010.